# Gammelsäll (naturreservat)
Gammelsäll är ett naturreservat, söder om byn Gammelsäll,  i Gävle kommun i Gävleborgs län.
Området är naturskyddat sedan 2005 och är 34 hektar stort. Reservatet består av granskog med inslag av lövträd. 